# Glorious (álbum)
Glorious é o álbum de estreia da cantora e compositora inglesa Foxes, lançado originalmente no dia 28 de fevereiro de 2014, mas recolhido para ser relançado posteriormente em 12 de maio em todo o mundo. O álbum está disponível em três versões: a padrão , a versão deluxe e a versão limitada em vinil.

## Antecedentes e lançamento
Depois de lançar vários singles, aparecendo em parcerias com Zedd, Fall Out Boy, Sub Focus, com a banda inglesa Rudimental e o com o lançamento de seu bem sucedido single "Youth", Foxes mostrou o interesse em lançar um álbum completo para o público em geral. Em entrevista à Billboard, ela declarou que queria isso "[...] Porque eu também tenho minha música, que é a minha paixão."
O álbum traz novas canções, além de duas canções que estão presentes também em seu extended play Warrior (2012) ("In Her Arms" e "White Coasts"). Foi lançado no dia 12 de maio de 2014 em todo o mundo em formatos digitais e físicos.

## Divulgação
Embora não faça parte oficialmente da divulgação do Glorious, a faixa "Hold onto Haven" foi disponibilizada gratuitamente no Itunes durante o mês de dezembro de 2013.
Em 17 de abril de 2014, o EP Amazon Artist Lounge foi lançado para download na loja virtual Amazon de graça. O extended play contém versões ao vivo das canções "Let Go for Tonight, "Youth" e "Holding onto Haven".

### Tour
A cantora embarcou uma tour pela Inglaterra, Escócia e Irlanda, na qual começo no dia 24 de fevereiro de 2014 e terminou no dia  24 de maio do mesmo ano.
| Locais que a Tour passou | Locais que a Tour passou | Locais que a Tour passou | Locais que a Tour passou |             |             |             |             |             |             |             |             |
| Data                     | Cidade                   | País                     | Local                    |             |             |             |             |             |             |             |             |
| Reino Unido              | Reino Unido              | Reino Unido              | Reino Unido              | Reino Unido | Reino Unido | Reino Unido | Reino Unido | Reino Unido | Reino Unido | Reino Unido | Reino Unido |
| ------------------------ | ------------------------ | ------------------------ | ------------------------ | ----------- | ----------- | ----------- | ----------- | ----------- | ----------- | ----------- | ----------- |
| 24 de fevereiro de 2014  | Liverpool                | Inglaterra               | East Village Arts Club   |             |             |             |             |             |             |             |             |
| 25 de fevereiro de 2014  | Birmingham               | Inglaterra               | Digbeth Institute        |             |             |             |             |             |             |             |             |
| 26 de fevereiro de 2014  | Glasgow                  | Escócia                  | King Tut's Wah Wah Hut   |             |             |             |             |             |             |             |             |
| 28 de fevereiro de 2014  | Oxford                   | Inglaterra               | O2 Academy Oxford        |             |             |             |             |             |             |             |             |
| 1 de março de 2014       | Nottingham               | Inglaterra               | Stealth                  |             |             |             |             |             |             |             |             |
| 2 de março de 2014       | Brighton                 | Inglaterra               | The Haunt                |             |             |             |             |             |             |             |             |
| 4 de março de 2014       | Londres                  | Inglaterra               | Club Scala               |             |             |             |             |             |             |             |             |
| 6 de março de 2014       | Leeds                    | Inglaterra               | The Cockpit              |             |             |             |             |             |             |             |             |
| 7 de março de 2014       | Bristol                  | Inglaterra               | The Thekla               |             |             |             |             |             |             |             |             |
| 8 de março de 2014       | Manchester               | Inglaterra               | The Ruby Lounge          |             |             |             |             |             |             |             |             |
| Irlanda                  |                          |                          |                          |             |             |             |             |             |             |             |             |
| 10 de março de 2014      | Dublin                   | Irlanda                  | O2 Academy 2             |             |             |             |             |             |             |             |             |
| Reino Unido              |                          |                          |                          |             |             |             |             |             |             |             |             |
| 19 de maio de 2014       | Portsmouth               | Inglaterra               | The Wedgewood Rooms      |             |             |             |             |             |             |             |             |
| 20 de maio de 2014       | Brighton                 | Inglaterra               | Concorde 2               |             |             |             |             |             |             |             |             |
| 21 de maio de 2014       | London                   | Inglaterra               | Koko                     |             |             |             |             |             |             |             |             |
| 23 de maio de 2014       | Sheffield                | Inglaterra               | Leadmill                 |             |             |             |             |             |             |             |             |
| 24 de maio de 2014       | Edinburgh                | Escócia                  | Potterrow                |             |             |             |             |             |             |             |             |

## Singles
"Youth" é o primeiro single e foi lançado no dia 6 de setembro de 2013, e selecionado como lead single. Alcançou a posição 12 nas pardas de singles do Reino Unido, o UK Singles Charts.
"Let Go for Tonight" foi lançado como segundo single no dia 23 de fevereiro de 2014. A música chegou a 7º posição no UK Singles Charts, sendo  a primeiro do álbum a chegar no top 10.
"Holding onto Heaven" foi a terceira canção a virar single e foi lançado no dia 4 de maio de 2014. Chegou a posição 14 no UK Charts.
"Glorious" foi confirmada como quarto single, sendo esperado o lançamento em agosto de 2014.

### Outras músicas
"Shaking Heads" foi disponibilizada para download digital durante a pré-venda do álbum na iTunes Store.
A versão ao vivo de "Clarity" esteve disponivel por um tempo limitado de graça na Amazon MP3.

## Lista de faixas
| N.º            | Título                   | Compositor(es)                                                     | Produtor(es)                                  | Duração |  |
| 1.             | "Talking to Ghosts"      | Louisa Allen Liam Howe Michael Martenes Ralf Doerper Andreas Thein | Howe                                          | 4:21    |  |
| 2.             | "Youth"                  | Allen Jhonny Harris                                                | Ghoswriter                                    | 4:19    |  |
| 3.             | "Holding Onto Haven"     | Allen Harris Toby Gad                                              | Mike Spencer Future Cut ↑[a]                  | 3:31    |  |
| 4.             | "White Coats"            | Allen Harris                                                       | Ghostwriter                                   | 4:06    |  |
| 5.             | "Let Go for Tonight"     | Allen Tom Hull                                                     | Mike Spencer Future Cut ↑[a] Ben Preston ↑[a] | 3:58    |  |
| 6.             | "Night Glo"              | Allen Howe                                                         | Howe                                          | 4:25    |  |
| 7.             | "Night Owls Early Birds" | Allen Jarrad Rogers                                                | Rogers ↑[a] Ghostwriter ↑[a]                  | 3:29    |  |
| 8.             | "Glorious"               | Allen Harris                                                       | Ghostwriter Spencer ↑[a]                      | 4:21    |  |
| 9.             | "Echo"                   | Allen Harris                                                       | Ghostwriter Matt Wiggins ↑[a]                 | 4:04    |  |
| 10.            | "Shaking Heads"          | Allen Howe                                                         | Howe                                          | 4:47    |  |
| 11.            | "Count the Saints"       | Allen Ben Mark                                                     | Ghostwriter                                   | 3:36    |  |
| Duração total: | Duração total:           | Duração total:                                                     | Duração total:                                | 44:57   |  |

| Faixas bônus da edição deluxe |                    |                                                         |                         |         |  |
| N.º                           | Título             | Compositor(es)                                          | Produtor(es)            | Duração |  |
| 12.                           | "Clarity(ao vivo)" | Anton Zaslavski Holly Brook Matthew Koma Porter Robison | Ghostwriter             | 3:33    |  |
| 13.                           | "Beauty Queen"     | Allen Jonny Wright Dan Radclyffe                        | Utters Ghostwriter ↑[a] | 4:22    |  |
| 14.                           | "Home"             | Allen Harris                                            | Ghostwriter↑[a]         | 3:35    |  |
| 15.                           | "In Her Arms"      | Allen Radclyffe Wright                                  | Utters                  | 4:45    |  |
| 16.                           | "The Unknown"      | Allen Harris                                            | Ghostwriter             | 4:14    |  |
| Duração total:                | Duração total:     | Duração total:                                          | Duração total:          | 65:26   |  |

Notas
- ↑[a]  significa produtor adicional.

Créditos de Sample
- Sample usado em "Talking to Ghosts" de "Dr Mabuse" disponibilizado por Propoganda e produzido por Trevor Horn.

## Desempenho comercial

### Posições nas tabelas musicais
| Tabela musical (2014)                      | Melhor posição |
| ------------------------------------------ | -------------- |
| Austrália (ARIA)                           | 36             |
| Canadá (Canadian Albums)                   | 64             |
| Irlanda (IRMA)                             | 11             |
| Japão (Oricon)                             | 69             |
| Nova Zelândia (RMNZ)                       | 29             |
| Escócia (Official Scottish Albums)         | 5              |
| Reino Unido (UK Albums Chart)              | 5              |
| Estados Unidos (Billboard Top Heatseekers) | 27             |

## Histórico de lançamento
| Região      | Data               | Formato(s)          | Gravadora         | Ref.   |
| ----------- | ------------------ | ------------------- | ----------------- | ------ |
| Australia   | 9 de maio de 2014  | CD download digital | Sony              | [ 16 ] |
| Alemanha    | 9 de maio de 2014  | CD download digital | Sony              | [ 1 ]  |
| Singapura   | 12 de maio de 2014 | CD download digital | Sign of the Times |        |
| Espanha     | 12 de maio de 2014 | CD download digital | Sign of the Times | [ 17 ] |
| Reino Unido | 12 de maio de 2014 | CD download digital | Sign of the Times | [ 4 ]  |